# フェルミ分布関数

温度ごとのフェルミ分布関数

フェルミ分布関数（フェルミぶんぷかんすう、英: Fermi distribution function）とは、相互作用のないフェルミ粒子の系において、一つのエネルギー準位にある粒子の数（占有数）の分布を与える理論式である。フェルミ・ディラック分布とも呼ばれる。

## 定義
理想フェルミ気体の逆温度β、化学ポテンシャルμ、連続変数としてのエネルギーεを用いて
{\displaystyle f(\epsilon )={\frac {1}{\mathrm {e} ^{\beta (\epsilon -\mu )}+1}}}
と定義される関数をフェルミ分布関数と呼ぶ。フェルミ分布関数は 0 から 1 の間の値をとる。

## 低温でのふるまい
絶対零度（T→0, β→∞）の極限では、フェルミ分布関数はヘヴィサイドの階段関数を用いて
{\displaystyle \lim _{\beta \to \infty }f(\epsilon )=\theta (\mu -\epsilon )={\begin{cases}1&(\epsilon <\mu )\\1/2&(\epsilon =\mu )\\0&(\epsilon >\mu )\\\end{cases}}}
となる。このときの化学ポテンシャルをフェルミエネルギーと呼ぶ。

## 占有数としての意味
量子数νで指定されるエネルギー準位ενを占有しているフェルミ粒子の個数 nνの統計的期待値⟨nν⟩を考える。占有数はマクロな観測量では無いが、期待値を求めておくと量子理想気体などの解析に便利である。⟨nν⟩をグランドカノニカル分布で求めると、以下のようになる。
{\displaystyle \langle n_{\nu }\rangle =f(\epsilon _{\nu })\equiv {\frac {1}{\mathrm {e} ^{\beta (\epsilon _{\nu }-\mu )}+1}}}
つまりフェルミ分布関数のεに占有数の期待値を求めたい準位のエネルギーενを入れると占有数の期待値が求まる。フェルミ分布関数が 0 から 1 までの値しかとれないことは、パウリの排他原理によりフェルミ粒子が一つの準位には一つまでしか占有できないこととも整合している。

### 注意点
実際にフェルミ分布関数を用いる場合には、準位が存在しないエネルギーεでのフェルミ分布関数を考えることがある。しかしそのような場合、準位が存在しないエネルギー領域でのフェルミ分布関数の値に占有数としての意味は無い。
たとえば半導体や絶縁体中の電子を考える際、フェルミエネルギーがエネルギーギャップ中に存在するため、エネルギーギャップ中まで拡張したフェルミ分布関数を考えることが多い。